# Merolonche lupini
Merolonche lupini là một loài bướm đêm trong họ Noctuidae.